# Divize A 1965/1966
V soubojích 1. ročníku České divize A 1965/66 se utkalo 14 týmů dvoukolovým systémem podzim – jaro. Tento ročník začal v srpnu 1965 a skončil v červnu 1966.

## Nové týmy v sezoně 1965/66
Před sezonou došlo k reorganizaci nižších soutěží, Divize A se stala jednou ze skupin 3. nejvyšší soutěže. Z 2. ligy – sk. A 1964/65 sestoupila do Divize A mužstva TJ Dynamo České Budějovice a TJ Lokomotiva České Budějovice. Z krajských přeborů ročníku 1964/65 (naposled jako 3. nejvyšší soutěž) postoupilo těchto 12 mužstev:
- 5 z Jihočeského krajského přeboru ročníku 1964/65: VTJ Dukla Tábor "B", TJ Spartak Pelhřimov, VTJ Dukla Písek, TJ Jiskra Humpolec, TJ Lokomotiva České Budějovice a TJ IGLA České Budějovice.
- 7 ze Západočeského krajského přeboru ročníku 1964/65: TJ Baník Sokolov, TJ Slavia Karlovy Vary, TJ Rudá hvězda Sušice, TJ ČSAD Plzeň, TJ Lokomotiva Plzeň, TJ Rudá hvězda Cheb a TJ Dynamo ZČE Plzeň.

## Výsledná tabulka
Zdroj: 
| Poř. | Tým                            | Z  | V  | R | P  | VG | OG | B  |
| ---- | ------------------------------ | -- | -- | - | -- | -- | -- | -- |
| 1.   | TJ Rudá hvězda Cheb            | 26 | 22 | 1 | 3  | 77 | 20 | 45 |
| 2.   | TJ Baník Sokolov               | 26 | 14 | 4 | 8  | 59 | 37 | 32 |
| 3.   | TJ Slavia Karlovy Vary         | 26 | 14 | 4 | 8  | 46 | 35 | 32 |
| 4.   | VTJ Dukla Tábor "B"            | 26 | 14 | 3 | 9  | 38 | 30 | 31 |
| 5.   | TJ Dynamo České Budějovice     | 26 | 10 | 9 | 7  | 44 | 38 | 29 |
| 6.   | TJ Rudá hvězda Sušice          | 26 | 10 | 6 | 10 | 33 | 27 | 26 |
| 7.   | TJ Lokomotiva Plzeň            | 26 | 10 | 5 | 11 | 37 | 38 | 25 |
| 8.   | TJ Spartak Pelhřimov           | 26 | 9  | 7 | 10 | 33 | 47 | 25 |
| 9.   | VTJ Dukla Písek                | 26 | 8  | 5 | 13 | 39 | 44 | 21 |
| 10.  | TJ ČSAD Plzeň                  | 25 | 8  | 5 | 12 | 34 | 40 | 21 |
| 11.  | TJ Jiskra Humpolec             | 26 | 9  | 2 | 15 | 33 | 50 | 20 |
| 12.  | TJ Lokomotiva České Budějovice | 25 | 6  | 7 | 12 | 26 | 37 | 19 |
| 13.  | TJ IGLA České Budějovice       | 26 | 9  | 1 | 16 | 40 | 62 | 19 |
| 14.  | TJ Dynamo ZČE Plzeň            | 26 | 6  | 5 | 15 | 32 | 66 | 17 |

Poznámky:
- Z = Odehrané zápasy; V = Vítězství; R = Remízy; P = Prohry; VG = Vstřelené góly; OG = Obdržené góly; B = Body

|  | Postup do 2. ligy – sk. A 1966/67                |
|  | Sestup do příslušného oblastního přeboru 1966/67 |